# Biên Hòa
Biên Hòa a vietnámi Đồng Nai tartomány legnagyobb városa, amely Ho Si Minh-várostól körülbelül 30 km-re keletre fekszik, a Đồng Nai-folyó partján. 1989-ben körülbelül 300 000 lakosa volt. A város az 1990-es évek közepétől kezdve gyors fejlődésnek indult, és azóta a régió egyik jelentős ipari központjává vált.
A vietnámi háború során a város mellett egy amerikai légitámaszpont üzemelt. Al Gore 45. amerikai alelnök itt szolgált a háborúban újságíróként.